# Ha-Michlala ha-akademit Cefat
Ha-Michlala ha-akademit Cefat (hebr. המכללה האקדמית צפת; ang. The Zefat Academic College), Kolegium Akademickie w Safedzie – izraelskie kolegium w Safedzie, założone w 1970 roku pod patronatem Uniwersytetu Bar-Ilana, oferujące studia na poziomie licencjackim.
Zajęcia odbywają się w kompleksie budynków akademickich u podnóża wzgórza zamkowego na Starym Mieście, stanowiących niegdyś szpital organizacji Hadassa. Trwają (2013) przygotowania do rozbudowy kampusu i rozszerzenia usług edukacyjnych. W tym celu planuje się budowę nowego budynku oraz odrębnej szkoły prawniczej, poprzez zakup i rozbudowę zabytkowego domu Bussella.

## Wydziały
Kolegium ma dziewięć wydziałów: pielęgniarstwo, pomoc społeczna, socjologia, literatura, sztuka i muzyka, fizjoterapia, informatyka społeczna, diagnostyka laboratoryjna i ogólny. Trwają przygotowania do otwarcia wydziałów duchowego mistycyzmu judaizmu oraz psychologii i pedagogiki specjalnej (tytuł Bachelor of Arts).